# Basili IV
Basili IV (1552 – 12 de setembre de 1612) fou tsar de Rússia entre 1606 i 1610. Nascut com a Príncep Vassili Ivànovitx Xúiski, i descendent dels prínceps sobirans de Nijni Nóvgorod i descendent per línia masculina, en 20a generació, de Rúrik el Viking, era un dels principals boiars del tsarat Rus durant els regnats de Teodor I de Rússia i Borís Godunov. Vassili i el seu germà petit, Dmtri Xúiski, van treballar generalment braç a braç, enfrontant-se a les intrigues de la cort durant el Període Tumultuós.

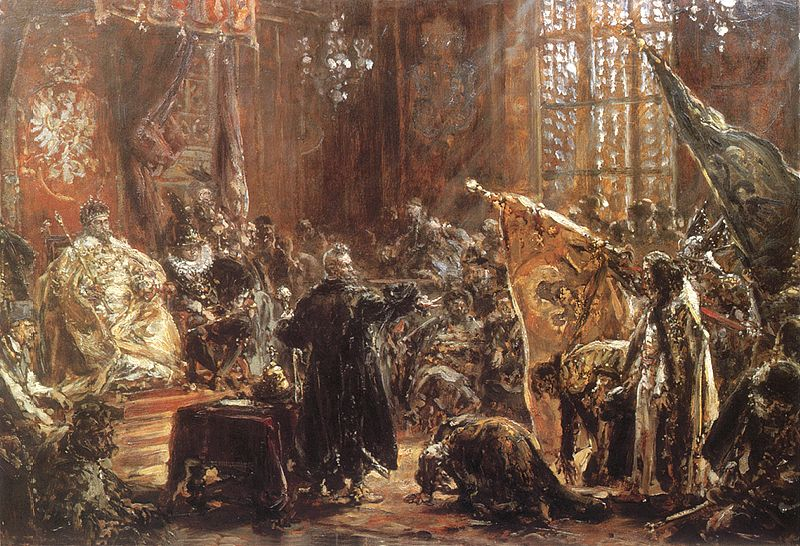
Obligat a postrar-se davant el rei polonés Segimon III Vasa (1611)

Va ser ell qui, obeint les secretes ordres del Tsar Borís Godunov, va viatjar a Úglitx per investigar sobre les causes de la mort del tsarévitx Demetri Ivànovitx, fill menor d'Ivan el Terrible, que havia mort allà en misterioses circumstàncies. Xúiski informar que es tractava d'un suïcidi, tot i que abundaven els rumors que el tsarèvitx havia estat assassinat per ordres del regent Borís Godunov. Hi havia qui sospitava que Dmitri va escapar a l'assassinat i un altre jove va ser mort en el seu lloc, obrint les portes a l'aparició de múltiples impostors com Dmtri I, Dmtri II i Dmtri III. A la mort de Borís Godunov, que s'havia convertit en tsar, i l'ascens al tron del seu fill Teodor I de Rússia, Xúisky es va retractar de les seves paraules per guanyar-se el favor del pretendent al tron, Dmitri I l'impostor, que intentava aconseguir el ceptre fent-se passar pel tsarévitx mort. Xúisky va reconèixer al pretendent com el "veritable" Dmitri, tot i haver determinat prèviament el suïcidi del fill d'Ivan el Terrible, i provocant així l'assassinat del jove Teodor.
Xuiski conspirà posteriorment contra el fals Dmitri, aconseguint la seva mort, després de confessar en públic que el veritable Dmtri havia estat assassinat i el Tsar regnant era un impostor. Els partidaris de Xúiski li van proclamar llavors Tsar; era el dia 19 de maig de 1606. Va regnar fins al 19 de juliol de 1610, però mai va ser àmpliament reconegut. Fins i tot en la pròpia Moscou tenia poca o cap autoritat, i només li va salvar de ser deposat pels boiars el fet que no tinguessin ningú per posar al seu lloc.
Només la popularitat del seu heroic cosí, el Príncep Mikhaïl Skopin-Xúisky, que va conduir els seus exèrcits i soldats des de Suècia (l'adhesió de la qual l'havia comprada mitjançant cessions de territori rus) el va mantenir en l'inestable tron per un temps. El 1610 va ser deposat pels seus antics partidaris, els prínceps Vorotinski i Mstislavski. Va ser forçat a convertir-se en monjo, i finalment va ser enviat a Varsòvia pel hetman Stanisław Żółkiewskii. Va morir com a presoner al castell de Gostynin, prop de Varsòvia, el 1612.